# Margo Wilson
Margo Wilson FRSC (1942 – 2009) foi uma psicóloga evolucionista canadense. Ela foi professora de psicologia na Universidade McMaster em Hamilton, Ontário, Canadá, conhecida por seu trabalho pioneiro no campo da psicologia evolucionista e suas contribuições para o estudo da violência.

## Biografia
Wilson nasceu em 1º de outubro de 1942, em Winnipeg, Manitoba, Canadá. Ela passou sua infância na comunidade de Gwich'in de Fort McPherson, onde sua mãe, uma enfermeira, prestava serviços médicos. Ela frequentou a University of Alberta, graduando-se em psicologia em 1964.  Ela então estudou endocrinologia comportamental na Universidade da Califórnia e, depois de ganhar uma bolsa de estudos da Commonwealth, na University College London, Inglaterra, obteve seu PhD em 1972.
De 1972 a 1975, ela foi professora assistente visitante na Universidade de Toronto, onde conheceu seu futuro marido, o também psicólogo Martin Daly. Juntos, eles se mudaram para Hamilton em 1978, depois que Daly foi contratado pela Universidade McMaster. Na década de 1980, Wilson foi nomeada professora de psicologia na McMaster, onde permaneceu pelo resto de sua carreira.
Wilson foi eleita presidente da Human Behavior and Evolution Society, em 1997. Com Daly, foi, durante 10 anos, editora-chefe da revista Evolution and Human Behavior. Em 1998, ela foi nomeada membro da Royal Society do Canadá.
Wilson morreu em Hamilton em 24 de setembro de 2009, de câncer. Em 2009, a Human Behavior and Evolution Society estabeleceu o Prêmio Margo Wilson (para o melhor artigo publicado no ano anterior) para homenagear suas contribuições para o campo.

## Pesquisa
Em 1978, Wilson propôs a Daly a ideia de que eles poderiam analisar os padrões de homicídio para entender melhor o comportamento social dos humanos de uma perspectiva evolucionista. Nos 30 anos seguintes, Wilson e Daly colaboraram nessa pesquisa, sendo autores de vários livros e mais de 100 artigos acadêmicos e capítulos de livros nessa área.
Seu primeiro livro sobre o assunto, Homicide (1988), foi descrito como um texto fundador e "clássico" para o campo da psicologia evolucionista. Seu segundo livro sobre homicídio, A verdade sobre Cinderela (1999), resumiu suas descobertas sobre o efeito Cinderela, que sugere que os padrastos têm mais probabilidade de maltratar as crianças do que os pais biológicos.